# Бефја
Бефја (фр. Beffia) насеље је и општина у источној Француској у региону Франш-Конте, у департману Јура која припада префектури Лон ле Соније.
По подацима из 2011. године у општини је живело 82 становника, а густина насељености је износила 15,86 становника/km². Општина се простире на површини од 5,17 km². Налази се на средњој надморској висини од 490 метара (максималној 585 m, а минималној 474 m).

## Демографија
| 1962. | 1968. | 1975. | 1982. | 1990. | 1999. | 2011. |
| ----- | ----- | ----- | ----- | ----- | ----- | ----- |
| 73    | 75    | 61    | 65    | 72    | 81    | 82    |

График промене броја становника у току последњих година